# Panathīnaïkos Athlītikos Omilos 2017-2018 (pallavolo maschile)
Questa voce raccoglie le informazioni riguardanti il Panathīnaïkos Athlītikos Omilos nella stagione 2017-2018.

## Organigramma societario
Area direttiva
- Presidente: Dīmītrīs Giannakopoulos

Area organizzativa
- Team manager: Giōrgos Alexandrīs

Area tecnica
- Primo allenatore: Dīmītrīs Andreopoulos
- Scoutman: Dīmītrīs Markakīs

Area sanitaria
- Fisioterapista: Apostolos Stafylopatīs

## Rosa
| N° | Nome                     | Ruolo | Data di nascita   | Nazionalità sportiva |
| -- | ------------------------ | ----- | ----------------- | -------------------- |
| 1  | Miles Johnson            | O     | 12 giugno 1994    | Stati Uniti          |
| 2  | Drake Silbernagel        | C     | 25 luglio 1994    | Stati Uniti          |
| 3  | Nikos Vasilakopoulos     | C     | 27 agosto 1999    | Grecia               |
| 5  | Giōrgos Droukarīs        | P     | 16 maggio 1991    | Grecia               |
| 6  | Theofanīs Rousopoulos    | P     | 21 luglio 2000    | Grecia               |
| 7  | Alexandros Kechagias     | L     | 2 marzo 2000      | Grecia               |
| 8  | Nikos Koumiōtīs          | S     | 2 agosto 1990     | Grecia               |
| 9  | Jônatas Cardoso          | S     | 20 maggio 1995    | Brasile              |
| 10 | Konrant Gkouznta         | L     | 25 settembre 1990 | Grecia               |
| 11 | Christos Mpelos          | O     | 29 giugno 1980    | Grecia               |
| 12 | Henrique Batagim         | S     | 1º agosto 1993    | Brasile              |
| 13 | Charalampos Andreopoulos | S     | 23 gennaio 2001   | Grecia               |
| 14 | Sōtīrīs Pantaleōn        | C     | 21 giugno 1980    | Grecia               |
| 15 | Nikos Karatzas           | C     | 13 aprile 1998    | Grecia               |
| 16 | Wellington Silva         | S     | 22 gennaio 1995   | Brasile              |
| 17 | Dīmītrīs Palaiologos     | S/O   | 24 aprile 2000    | Grecia               |
| 20 | Eric Ensing              | O     | 21 giugno 1994    | Stati Uniti          |

## Statistiche

### Statistiche di squadra
| Competizione    | Punti | In casa | In casa | In casa | In trasferta | In trasferta | In trasferta | Totale | Totale | Totale |
| Competizione    | Punti | G       | V       | P       | G            | V            | P            | G      | V      | P      |
| --------------- | ----- | ------- | ------- | ------- | ------------ | ------------ | ------------ | ------ | ------ | ------ |
| Volley League   | 25    | 12      | 4       | 8       | 13           | 5            | 8            | 25     | 9      | 16     |
| Coppa di Grecia | -     | 1       | 1       | 0       | 1            | 1            | 0            | 3      | 2      | 1      |
| Coppa di Lega   | 0     | -       | -       | -       | -            | -            | -            | 2      | 0      | 2      |
| Totale          | -     | 13      | 5       | 8       | 14           | 6            | 8            | 30     | 11     | 19     |

G = partite giocate; V = partite vinte; P = partite perse

### Statistiche dei giocatori
| Giocatore         | Volley League | Volley League | Volley League | Volley League | Volley League | Coppa di Lega | Coppa di Lega | Coppa di Lega | Coppa di Lega | Coppa di Lega |
| Giocatore         | P             | PT            | AV            | MV            | BV            | P             | PT            | AV            | MV            | BV            |
| ----------------- | ------------- | ------------- | ------------- | ------------- | ------------- | ------------- | ------------- | ------------- | ------------- | ------------- |
| C. Andreopoulos   | 20            | 139           | 108           | 22            | 9             | 2             | 18            | 16            | 1             | 1             |
| H. Batagim        | 12            | 170           | 149           | 14            | 7             | -             | -             | -             | -             | -             |
| J. Cardoso        | 13            | 197           | 164           | 9             | 24            | -             | -             | -             | -             | -             |
| G. Droukarīs      | 24            | 59            | 20            | 14            | 25            | 2             | 3             | 2             | 1             | 0             |
| E. Ensing         | 11            | 24            | 22            | 0             | 2             | 0             | 0             | 0             | 0             | 0             |
| K. Gkouznta       | 25            | 0             | 0             | 0             | 0             | 2             | 0             | 0             | 0             | 0             |
| M. Johnson        | 11            | 135           | 115           | 11            | 9             | -             | -             | -             | -             | -             |
| N. Karatzas       | 1             | 1             | 0             | 1             | 0             | -             | -             | -             | -             | -             |
| A. Kechagias      | 4             | 0             | 0             | 0             | 0             | 1             | 0             | 0             | 0             | 0             |
| N. Koumiōtīs      | 5             | 0             | 0             | 0             | 0             | 0             | 0             | 0             | 0             | 0             |
| C. Mpelos         | 24            | 250           | 214           | 23            | 13            | 2             | 20            | 18            | 0             | 2             |
| D. Palaiologos    | 2             | 1             | 1             | 0             | 0             | 0             | 0             | 0             | 0             | 0             |
| S. Pantaleōn      | 25            | 199           | 114           | 71            | 14            | 2             | 8             | 5             | 3             | 0             |
| T. Rousopoulos    | 13            | 7             | 3             | 1             | 3             | 0             | 0             | 0             | 0             | 0             |
| D. Silbernagel    | 25            | 223           | 154           | 58            | 11            | 2             | 18            | 9             | 5             | 4             |
| W. Silva          | 14            | 135           | 115           | 13            | 7             | 2             | 17            | 16            | 0             | 1             |
| N. Vasilakopoulos | 1             | 0             | 0             | 0             | 0             | 1             | 0             | 0             | 0             | 0             |

P = presenze; PT = punti totali; AV = attacchi vincenti; MV = muri vincenti; BV = battute vincenti

NB: Non sono disponibili i dati relativi alla Coppa di Grecia e di conseguenza quelli totali della stagione